# Gele morgenster
De gele morgenster (Tragopogon pratensis subsp. pratensis) is een vaste plant uit de composietenfamilie (Asteraceae). Naast de gele morgenster komt ook de oosterse morgenster (Tragopogon pratensis subsp. orientalis) in België en Nederland voor.

## Beschrijving
De bladeren van de gele morgenster zijn grasachtig. Ze zijn onbehaard.
Het bloemhoofdje van de gele morgenster sluit zich tegen de middag. De bloemsteel onder de hoofdjes is iets verdikt. De hoofdjes zijn alleenstaand en bloeien van mei tot juni. De enige bloemen die de plant draagt zijn gele lintbloemen. 
De plant draagt een nootje met gesteeld vruchtpluis. Als zodanig vormt zich een "pluizenbol".
Verschillen tussen de twee ondersoorten zijn:
- Gele morgenster: De acht of meer omwindselblaadjes kunnen buiten de bloem uitsteken, of zijn ongeveer even lang als de lintbloemen. De helmknoppen zijn geel, bruinachtig of bijna zwart.
- Oosterse morgenster: De goudgele of lichtgele lintbloemen zijn ongeveer tweemaal zo lang als de binnenste omwindselbladen. De helmknoppen zijn geel met een paarsbruine streep.

## Voorkomen
De gele morgenster komt voor langs wegen en in het weiland, op matig voedselrijke, grazige grond. In Nederland is de plant vrij algemeen, alleen in Drenthe is ze zeldzaam.

## Plantengemeenschap
Gele morgenster is een indicatorsoort voor het mesofiel hooiland (hu) subtype Glanshavergrasland, een karteringseenheid in de Biologische Waarderingskaart (BWK) van Vlaanderen en het Brussels Hoofdstedelijk Gewest.

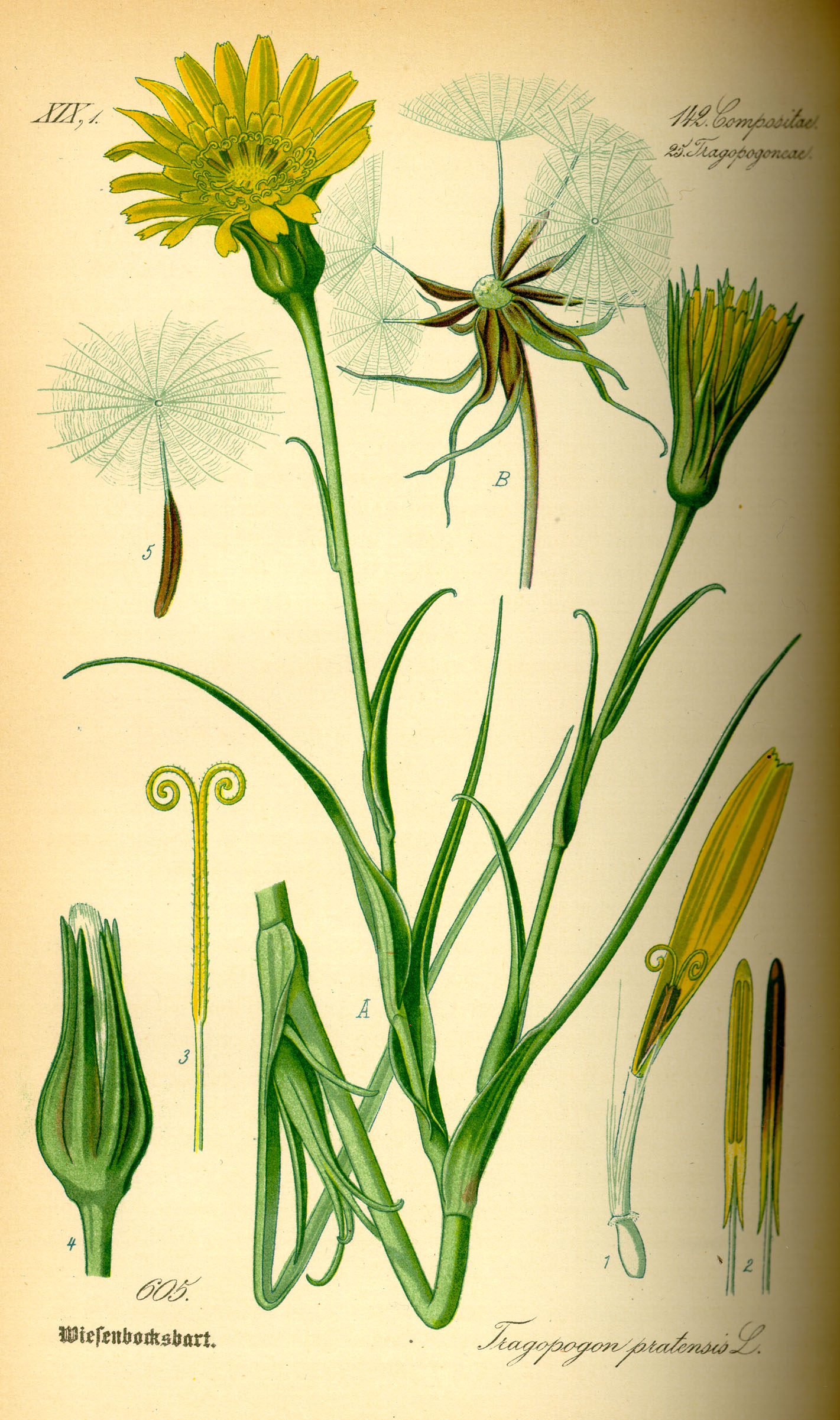
Gele morgenster
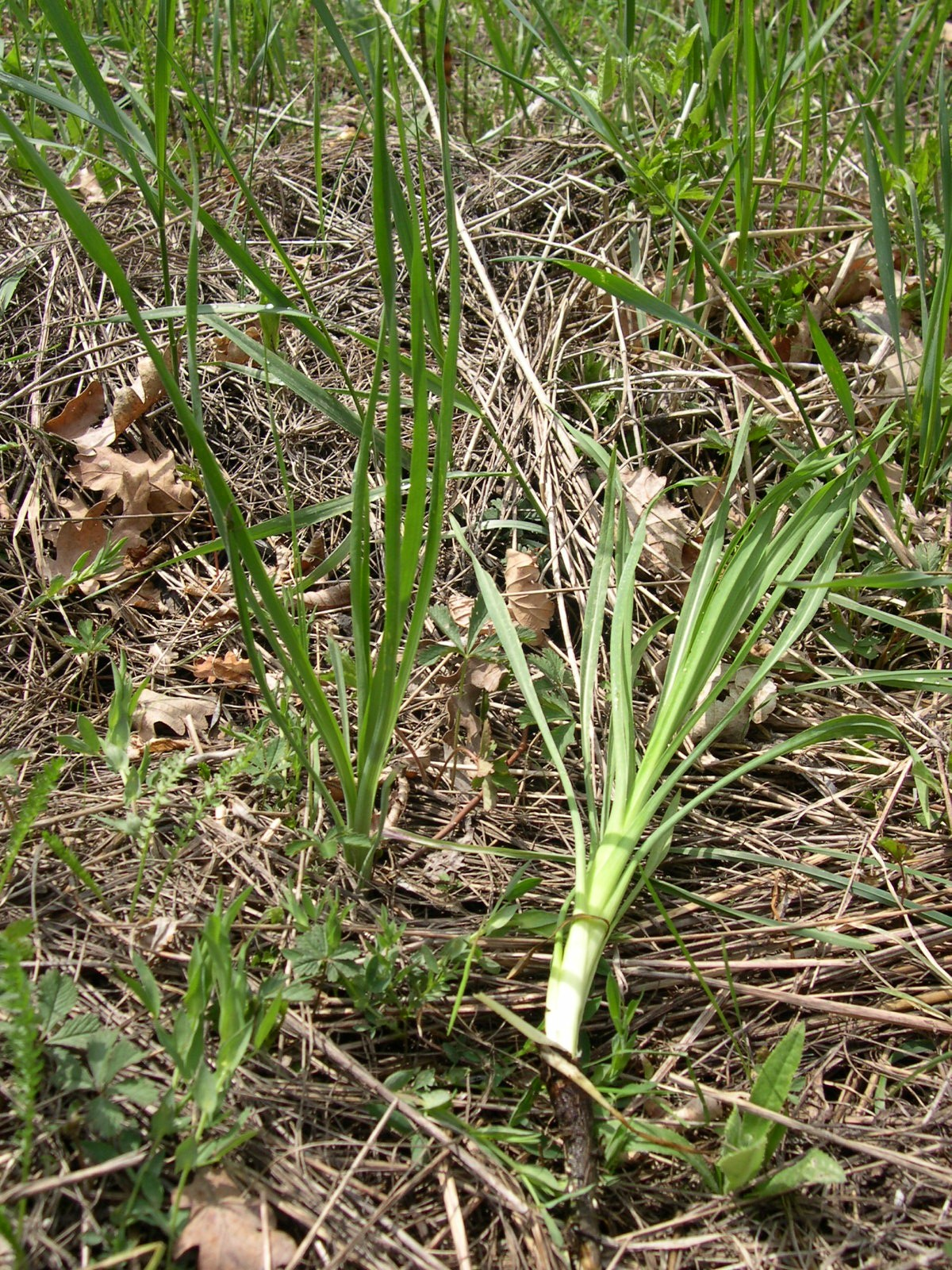
Plant van de gele morgenster
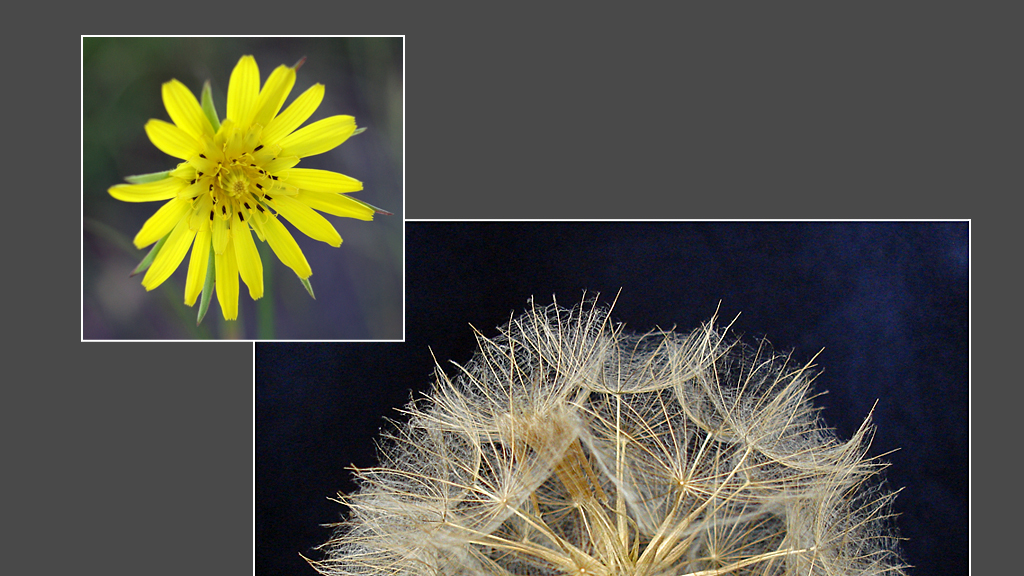
Gele morgenster: bloem en vruchtpluis